# Jón Karl Sigurðsson
Jón Karl Sigurðsson (ur. 11 kwietnia 1932 w Ísafjörður, zm. 27 kwietnia 2019 w Mosfellsbær) – islandzki narciarz alpejski, uczestnik Zimowych Igrzysk Olimpijskich 1952 w Oslo.
Jego najlepszym wynikiem na zimowych igrzyskach olimpijskich jest 40. miejsce osiągnięte w Oslo w 1952 roku w slalomie.

## Osiągnięcia

### Zimowe igrzyska olimpijskie
| Igrzyska  | Konkurencja | Czas   | Wynik | Zwycięzca        |
| --------- | ----------- | ------ | ----- | ---------------- |
| Oslo 1952 | Zjazd       | 3:10.1 | 54.   | Zeno Colò        |
| Oslo 1952 | Gigant      | 3:01.5 | 57.   | Stein Eriksen    |
| Oslo 1952 | Slalom      | 1:09.3 | 40.   | Othmar Schneider |